# Kazajistán en los Juegos Paralímpicos de Pyeongchang 2018
Kazajistán estuvo representado en los Juegos Paralímpicos de Pyeongchang 2018 por seis deportistas, cinco hombres y una mujer.

## Medallistas
El equipo paralímpico kazajo obtuvo las siguientes medallas:
| Nombre            | Deporte        | Evento                            |
| ----------------- | -------------- | --------------------------------- |
| Oro               |                |                                   |
| Alexandr Kolyadin | Esquí de fondo | 1,5 km velocidad de pie masculino |
| Plata             |                |                                   |
| —                 |                |                                   |
| Bronce            |                |                                   |
| —                 |                |                                   |